# Diego Pozo
Diego Raúl Pozo (Mendoza, 16 febbraio 1978) è un ex calciatore argentino, di ruolo portiere.

## Carriera

### Club
Ha sempre giocato con formazioni argentine, a partire dalla lunga esperienza al Godoy Cruz, uno dei club della provincia della sua città natale Mendoza. Successivamente ha anche giocato con Huracán, Talleres, Instituto e Colón.

### Nazionale
Ha debuttato con la maglia della Nazionale argentina il 20 maggio 2009 in occasione dell'amichevole contro Panamá. In seguito ha giocato anche gli incontri amichevoli contro Ghana e Haiti, oltre che il match non ufficiale contro la selezione della Catalogna.
È stato fra i 23 convocati del c.t. Maradona per i mondiali di Sudafrica 2010 in qualità di terzo portiere dietro al titolare Sergio Romero ed a Mariano Andújar.